# Ototyphlonemertes americana
Ototyphlonemertes americana är en djurart som tillhör fylumet slemmaskar, och som beskrevs av Gerner 1969. Ototyphlonemertes americana ingår i släktet Ototyphlonemertes och familjen Ototyphlonemertidae. Inga underarter finns listade i Catalogue of Life.